# Ulaş Kıyak
Ulaş Kıyak (Samsun, 11 agosto 1981) è un pallavolista turco, palleggiatore dello Spor Toto.

## Carriera

### Club
La carriera di Ulaş Kıyak inizia nel settore giovanile dell'İstanbul BB, dove gioca fino al 1999, quando firma il suo primo contratto professionistico con il Marmara Koleji, club col quale debutta in Voleybol 1. Ligi e dove gioca per quattro annate. 
Nel campionato 2003-04 si trasferisce al Galatasaray, restandovi per un biennio, prima di approdare per la prima volta all'estero nella stagione 2005-06, quando si accasa nella Lega Nazionale A svizzera allo Chênois, conquistando lo scudetto, la Coppa di Svizzera e la supercoppa nazionale. 
Rientra in patria nel campionato 2006-07, quando si accasa per un biennio all'Halkbank, al termine del quale fa ritorno all'İstanbul BB, dove gioca per tre annate e conquista uno scudetto, una Supercoppa turca e la BVA Cup 2008. Dopo un nuovo passaggio al Galatasaray e all'İstanbul BB, nella stagione 2014-15 firma nuovamente per l'Halkbank, vincendo uno scudetto, una Coppe di Turchia e due supercoppe.
Nella stagione 2016-17 firma per lo Ziraat Bankası, che lascia nel campionato 2018-19, quando si accasa nel Fenerbahçe: col club giallo-blu vince uno scudetto, venendo insignito del premio come miglior palleggiatore della Efeler Ligi, una Coppa di Turchia e una Supercoppa turca. Nell'annata 2021-22 si trasferisce all'Arkas, sempre nella massima divisione turca, con cui milita per tre stagioni e vince una Coppa di Turchia. 
Nel campionato 2024-25 è di scena ancora in Efeler Ligi, ma con lo Spor Toto.

### Nazionale
Nel 2007, dopo aver vinto con la selezione universitaria la medaglia d'oro alla XXIV Universiade, riceve le prime chiamate in nazionale, esordendo in occasione del campionato europeo. Un anno dopo vince la medaglia di bronzo alla European League, torneo nel quale conquista la medaglia d'argento nel 2012.

## Palmarès

### Club
- Campionato svizzero: 1

2005-06
- Campionato turco: 3

2008-09, 2015-16, 2018-19
- Coppa di Svizzera: 1

2005-06
- Coppa di Turchia: 3

2014-15, 2018-19, 2021-22
- Supercoppa svizzera: 1

2005
- Supercoppa turca: 4

2009, 2014, 2015, 2020
- BVA Cup: 1

2008

### Nazionale (competizioni minori)
- Universiade 2007
- European League 2008
- European League 2012

### Premi individuali
- 2019 - Efeler Ligi: Miglior palleggiatore